# Bessarió
Bessarió (llatí: Bessarion o Bessario, també Besarion. Bissarion, Bisarion i Bizarion; italià: Bessarione), nom monàstic de Basili fou un destacat eclesiàstic grec (1395-1472) anomenat únicament de forma generalitzada només pel cognom o pel títol i cognom (cardenal Bessarió).
Va néixer a Trebisonda el 1395 en una família probablement noble, tot i que el seu naixement se situa també el 1389 o el 1403. Va estudiar a Constantinoble i va assistir a l'escola de Jordi Crisococces junt amb el conegut Francesco Filelfo. Va adoptar la vida monàstica i es va dedicar a la poesia i oratòria i va esdevenir eminent en teologia. Va estudiar filosofia platònica amb Jordi Gemist Pletó  i va esdevenir un destacat platonista. Vers el 1416 o 1417 es va retirar a Morea i va restar 21 anys estudiant en un monestir excepte els moments en què l'emperador li va encarregar alguna missió diplomàtica. Vers el 1437 fou nomenat arquebisbe de Nicea.
Bessarió advocava per la unió de les dues esglésies i va aconsellar d'acceptar el termes pactats al concili de Ferrara (1438, després traslladat a Florència el 1439) a l'emperador Joan VIII Paleòleg. Després del concili va tornar a Constantinoble, però aviat fou cridat pel papa i es va traslladar a Itàlia (desembre del 1439)
A Roma fou amic d'homes de lletres com Filelfo (Philelphus), Poggio Fiorentino, Lorenzo o Laurentius Valla, Platina, i altres, i fou patró d'exiliats grecs com Teodor Gaza, Jordi de Trebisonda, Joan Argiropul i altres.
El 1449 fou nomenat per Nicolau V bisbe de Sabina i poc després de Frascati (abans Túsculum) i llegat de Bolònia, càrrec que va exercir cinc anys amb prudència retornant la tranquil·litat al districte. A la mort de Nicolau V va tornar a Roma i fou elegit nou papa Alfons Borja que va agafar el nom de Calixt III. Durant el seu període i el del seu successor Pius II, Bessarió va tractar d'influir en els prínceps italians per ajudar les restes de l'Imperi Romà d'Orient després de la caiguda de Constantinoble el 1453. Va visitar Nàpols i va estar a un congrés a Màntua (1458 o 1459) per formar una lliga contra els otomans; va visitar Alemanya com a legat del papa per unir alemanys i hongaresos, però mai es va arribar a cap acte concret.
El 1463 el papa Pius el va nomenar bisbe de Calcis a Eubea, i poc després patriarcat titular de Constantinoble; en aquesta condició va escriure als clergues de la seva seu per demanar la unió de les esglésies. El mateix any 1463 fou també llegat del Papa a Venècia on va intentar una lliga contra els turcs i va aconseguir que s'equipés una flota amb la qual va viatjar a Ancona on va arribar just després de la mort del papa Pius i va poder participar en l'elecció del seu successor Pau II (1464). Durant el pontificat de Pius fou nomenat degà del col·legi de cardenals i sota Pau II va dedicar la seva activitat a la literatura. El 1468 va participar en la rebuda de l'emperador Frederic III a Roma.
Al morir Pau II el 1471 fou escollit papa Francesco della Rovere amb el nom de Sixt IV, que el va enviar com a llegat davant el rei Lluís XI de França. Bessarió va voler rebutjar, ja que estava malalt però fou pressionat i el 1472 va sortir cap a la seva legació. Va passar pels Països Baixos on es va entrevistar amb el duc de Borgonya. Després va anar a França però la seva missió fou un fracàs, ja que el rei s'havia molestat per la visita al duc de Borgonya.
Va tornar a Itàlia i va morir a Ravenna el 18 de novembre de 1472 als 77 anys. El seu cos fou portat a Roma i enterrat a la Basílica dels Dotze Apòstols; el mateix Papa va ser al seu funeral.

## Obres

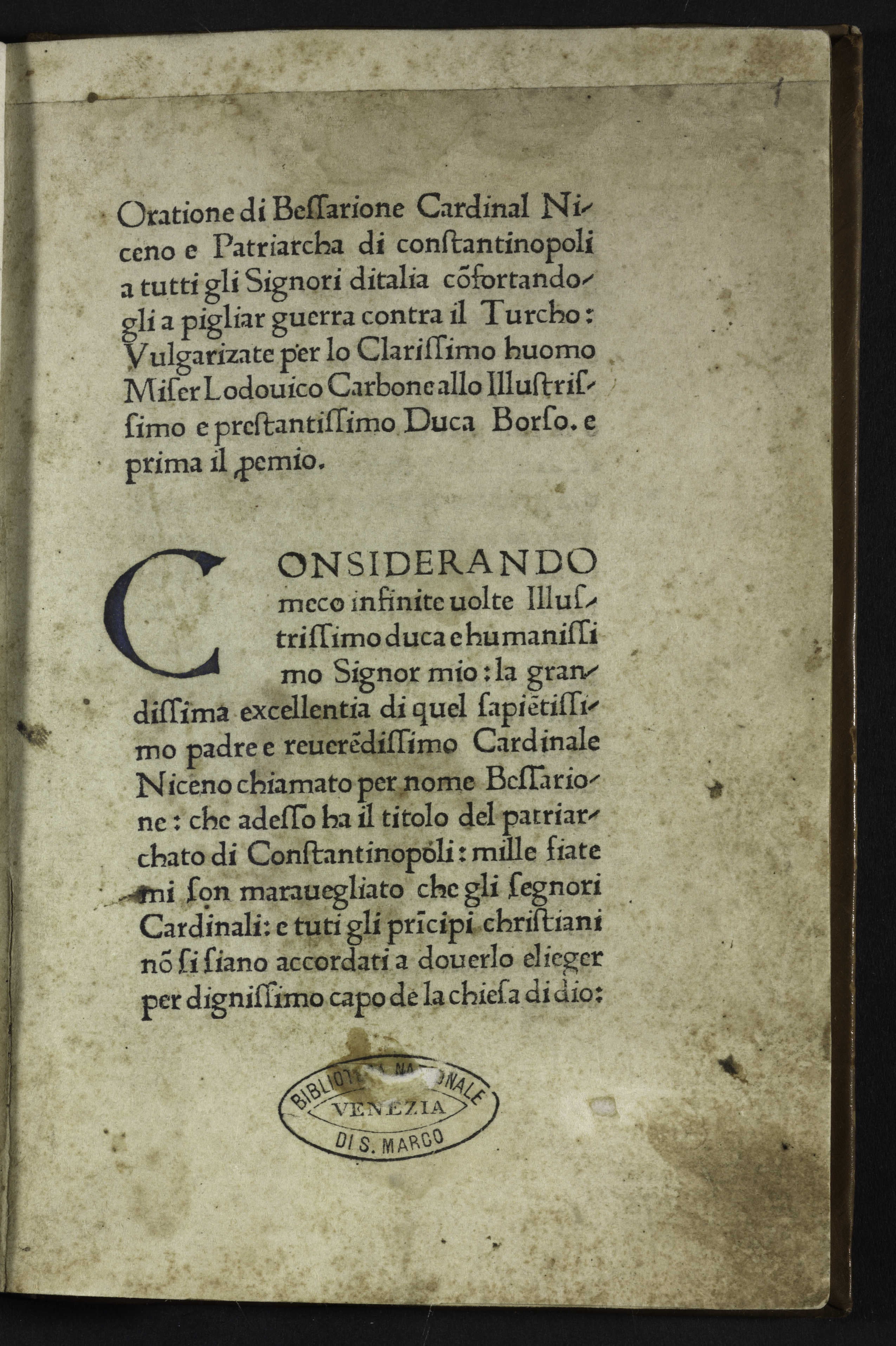
Epistolae et orationes, 1471

Va escriure diverses obres i traduccions:
- 1. Λόγος, Sermo
- 2. Δογματικὸς ἢ περὶ ἑνώσεως λόγος, Oratio Dogmatica, sive de Union també De Compunctione
- 3. Declaratio aliquorum quae in dicta, Oratione Dogmatica continentur, quae Graecis notissima, Latinis ignoia sunt
- 4. Ad Alexium Lascarim Epistola, de Successu Synodi Florentinae et de Processione Spiritus Sancti
- 5. Epistola Catholica sive Encyclica ad Graecos Ecclesiae CPolitanae subjectos de praestanda Romanae Ecclesiae Obedientia, Synodique Florentinae Decretis admittendis, et de sua in Patriarcham CPolitanum Electione
- 6. Apologia adversus Gregorium Palamam pro Jo. Vecci, Patriarchae CPolitani Libro adversus Responsiones Graecorum de Processione Spiritus Sancti
- 7. Responsio ad quatuor Ar qumenta Maximi Planudae de Processione Spiritus Sancti ex solo Patre
- 8. Graecorum Confessio de Verbis Consecrationis, et Transubstantiatione
- 9. De Sancto Eueharistiae Mysterio, et quod per Verba Domini maxime fiat Consecratio, contra Marcum Ephesium o De Sacramento Eucharistiae, et quibus Verbis Christi Corpus conficiatur.
- 10. De ea Parte Evangelii, ' Si eum volo manere', &c., erudita et valde utilis Disceptatio
- 11. Ad Paulum II. P. M. L Epistola, qua suas de Processione Spiriets Sancti lucubraliones ei affert et dicat
- 12. Ad Paulum II. P. M. de Errore Paschatis
- 13. In Calumniatorem Platonis, Libri V
- 14. De Natura et Arte adversus eundem Trapezuntium
- 15. Ad Plethonem de Quatuor Quaestionibus Platonicis Epistola
- 16. Ad Michaelem Apostolium et Andronicum Callistum Epistolae
- 17. Ad Demetrium et Andronicum Plethonis Filios, Epistola
- 18. Ad Thomae Palaeologi Filiorum Paedagogum Epistola
- 19. Ad Ducem et Senatum Venetum de Bibliothecae suae Donatione Epistola
- 20. Monodia in Obitum Manuelis Palaeologi Imperatoris
- 21. Orationes Quatuor ad Italos
- 22. Ad Ludovieum Francorum Regem de sua Electione in Legatum ad ipsum et Ducem Burgundiae

Principals traduccions:
- 1. Xenophontis de Dictis et Factis Socratis, Libri IV
- 2. Aristotelis Metaphysicorum Libri XIV
- 3. Theophrasti Metaphysica
- 4. Basilii Magni Oratio in illud 'Attende tibi ipsi;' et Homilia in Christi Natalem.